# Parornix multimaculata
Parornix multimaculata är en fjärilsart som först beskrevs av Matsumura 1931.  Parornix multimaculata ingår i släktet Parornix och familjen styltmalar. Inga underarter finns listade i Catalogue of Life.